# واگنر ۳۹۹۲
سیارک ۳۹۹۲ (به انگلیسی: 3992 Wagner، نامگذاری:1987SA7) سه هزار و نهصد و نود و دومین سیارک کشف شده‌است که در ۲۹ سپتامبر ۱۹۸۷ کشف شد.
قدر مطلق سیارک برابر ۱۱٫۷۰ است.